# Casarabonela

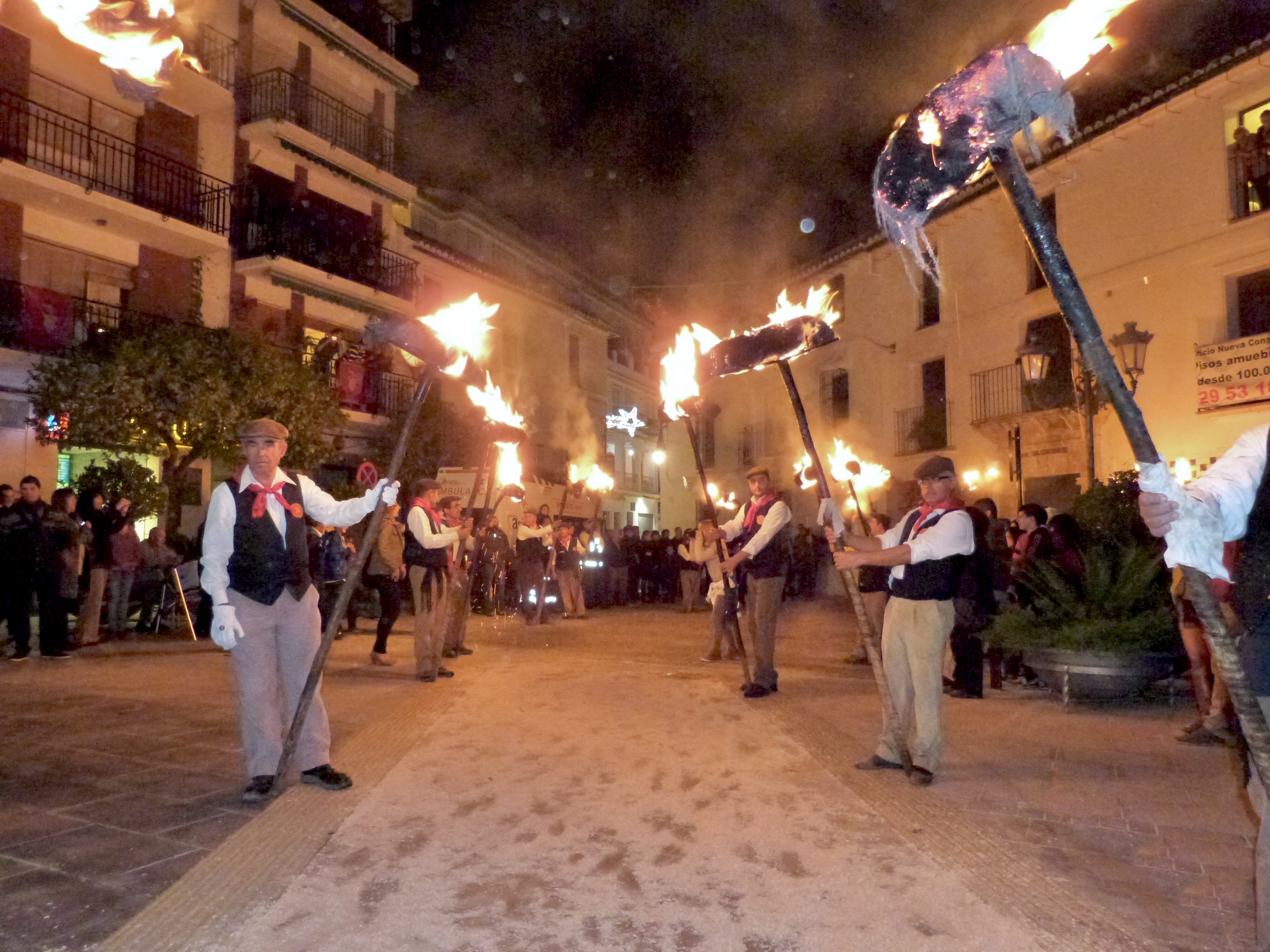
Fiesta de los Rondeles (12 de diciembre).

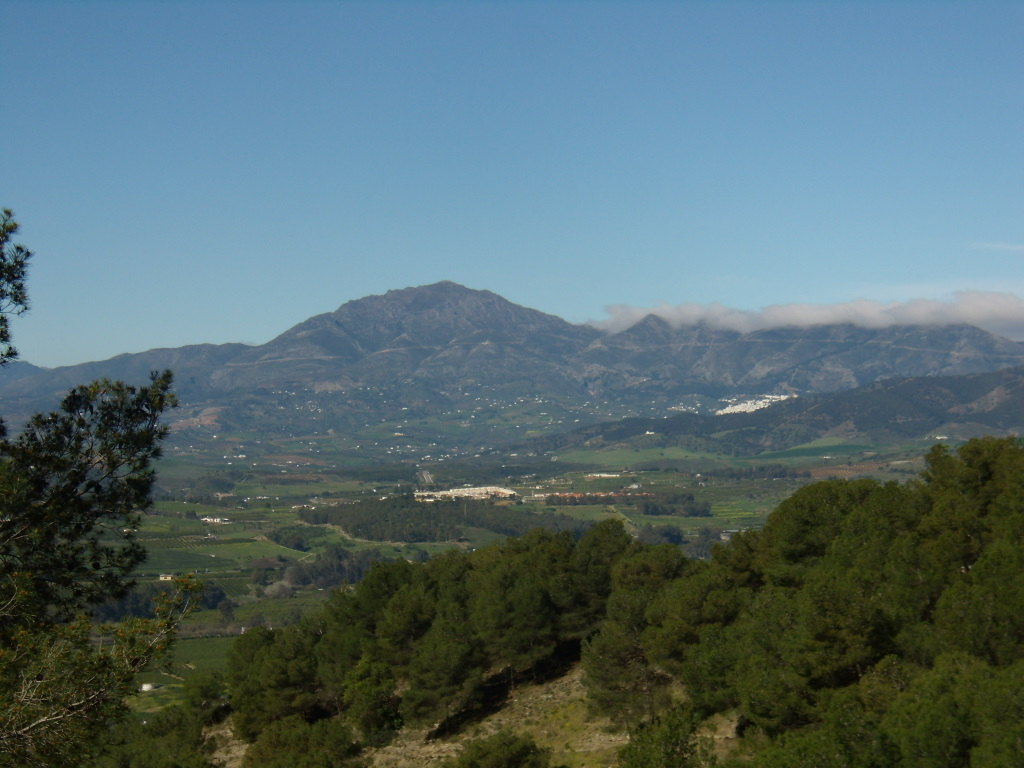
Vista de Sierra Prieta y Casarabonela al fondo a la derecha.

Casarabonela es un municipio español de la provincia de Málaga, Andalucía. Está situada en el centro de la provincia, en la comarca Sierra de las Nieves. Declarada Reserva de la Biosfera por la Unesco e integrada en el parque nacional de la Sierra de las Nieves y su entorno. En 2016 contaba con una población total de 2.573 habitantes.

## Historia
El área de Casarabonela ya estaba habitada desde tiempos prehistóricos. Consta la presencia humana en varios yacimientos de talleres líticos, enterramientos y grutas con útiles cotidianos. Los yacimientos históricos más importantes que se han encontrado pertenecen a la época romana, cuando la ciudad se denominaba Castra Vinaria (Castillo del Vino).
Con la llegada de los árabes se respetaron la mayoría de los monumentos romanos, incluso Omar ibn Hafsún, quien consiguió conquistar la ciudad y la usó como frente defensivo de Bobastro, reforzó su fortaleza y cambiaron el nombre del pueblo a Qasr Bunaira. En el 922 el Califato de Córdoba consigue recuperar la ciudad y la vuelve a reforzar contra los rebeldes. Estos refuerzos en las fortificaciones hicieron que Casarabonela fuera de los últimos asentamientos en capitular durante la Reconquista, el 2 de junio de 1485.
En 1574, Felipe II le concede el estatus de villa. Tras la expulsión de los moriscos (1609-1614), la mayoría de las tierras quedaron deshabitadas y fueron repobladas por ciudadanos de otras áreas de Andalucía y Extremadura. 
En el año 1810 José Bonaparte pernocta en la población en su viaje a Málaga.

## Geografía
Casarabonela está situado en el borde occidental de la comarca del Valle del Guadalhorce, adentrándose en la comarca natural de Ronda por Alcaparaín (1200 m) y Prieta (1.521 m), hasta acercarse al río Turón en su límite con el municipio de El Burgo. 
En el centro de su término municipal, rodeado de olivares y campos de cereal, se levanta el afloramiento de peridotitas de la sierra de La Robla (563 m), que se asoma entre pinares al resto de las formaciones de la Serranía y a los campos de Zalea, en el corazón del Guadalhorce. Terreno calizo. Horticultura en bancales que producen fruta y hortalizas.

## Bandera
Paño rectangular, de proporción 2/3, dividido horizontalmente en tres partes de igual anchura, verde la superior, blanca la central y azul la inferior. Sobrepuesto al centro del paño el escudo heráldico          municipal en sus colores. 
Los colores de la bandera están inspirados en el paisaje y la cultura de Casarabonela.  
El azul del agua está en la base y en los cimientos del pueblo y su bandera. Tan importante para acoger todas las culturas que se han asentado aquí: romanos, árabes y cristianos. El agua subterránea, junto con la que mana de sus fuentes y nacimientos, riega las fértiles huertas de Casarabonela.  
Blanco de las casas encaladas y el laberinto morisco en las faldas de la sierra. 
Verde, la naturaleza, los fértiles campos y las montañas de Sierra Prieta y Alcaparaín, que coronan la vista y el paisaje de Casarabonela.  

## Geografía humana

### Demografía
Cuenta con una población de 2758 habitantes (INE 2024).
| Gráfica de evolución demográfica de Casarabonela entre 1842 y 2021                                                    |
| |
| Población de derecho según los censos de población del INE. Población de hecho según los censos de población del INE. |

### Economía

#### Evolución de la deuda viva municipal
| Gráfica de evolución de Deuda viva del Ayuntamiento de Casarabonela entre 2008 y 2019                                |
| |
| Deuda viva del Ayuntamiento de Casarabonela en miles de Euros según datos del Ministerio de Hacienda y Ad. Públicas. |

## Política y administración
La administración política del municipio se realiza a través de un Ayuntamiento cuyos componentes se eligen cada cuatro años por sufragio universal. El censo electoral está compuesto por todos los residentes empadronados en Casarabonela mayores de 18 años y nacionales de España y de los restantes Estados miembros de la Unión Europea. Según lo dispuesto en la Ley del Régimen Electoral General, que establece el número de concejales elegibles en función de la población del municipio, la Corporación Municipal de Casarabonela está formada por 11 concejales.

### Elecciones municipales de 2007
Tras las elecciones municipales de 2007, el PSOE consiguió la mayoría absoluta con 6 concejales y 954 votos, el PP consiguió 3 concejales y 429 votos y AGIC (Agrupación Independiente de Casarabonela) consiguió 2 escaños y 307 votos. Al conseguir mayoría absoluta gobernó el partido socialista durante esta legislatura.

### Elecciones municipales de 2011
Tras las elecciones municipales de 2011, el PSOE consiguió 5 escaños y 759 votos, el PP 3 escaños y 422 votos y AGIC 3 escaños y 407 votos. Al no conseguir el partido socialista una mayoría absoluta, PP y AGIC se repartieron la legislatura gobernando durante 2 años cada uno.

### Elecciones municipales de 2015
Tras la celebración de las elecciones municipales de 2015, el PSOE consiguió la mayoría absoluta con 6 concejales y 815 votos, el PP 4 concejales y 480 votos y AGIC (Agrupación Independiente de Casarabonela) consiguió 1 concejal y 222 votos. El partido socialista con su mayoría absoluta recuperó la alcaldía del municipio con Antonio Campos Campos como alcalde.

## Cultura

### Jardín Botánico Mora i Bravard
Jardín botánico dedicado al cactus e inaugurado en 2011, con más de 2500 especies adaptadas para vivir en zonas áridas. La colección de plantas suculentas fue formada por Joan Mora y Edwige Bravard, matrimonio que desarrolló su afición por estas plantas en la isla de Mallorca, hasta que en 1995 se trasladaron a Andalucía y establecieron su colección en la actual ubicación del jardín en Casarabonela.

### Fiestas populares
- La Pasión: noches de Domingo de Ramos, Lunes y Martes Santo.
- Cruces de mayo: primer sábado de mayo.
- Atalaya Flamenca: primer sábado de julio.
- Fiestas de Santiago Apóstol: último fin de semana de julio o primero de agosto.
- Romería de la Virgen del Rosario: sábado o domingo más cercano al 13 de septiembre.
- Fiesta de la Virgen de los Rondeles: 12 de diciembre.

### Artesanía
Artículos de esparto, artículos de madera, artículos de palma, artículos de pita, cerámica artística, macramé, sillería de anea y talabartería.

### Gastronomía
El plato más conocido de la gastronomía morisca es el pipeo, olla cocinada con lechuga y pipas de haba, a la que se le añade un majado de ajos y pan frito y se acompaña con tortillitas de pan. Así mismo, tienen mucha fama las distintas formas de cocinar el conejo y el chivo.
Además de los dulces: Tortas de aceite, las tortas de almendra, los roscos de vino, los bizcochos, las empanadillas de batata, los polvorones, los mantecados, los mostachones.
Semana Santa
Viernes Santo: Hermandad de las Servitas.

## Transporte público
Casarabonela no está integrado formalmente en el Consorcio de Transporte Metropolitano del Área de Málaga, aunque existen rutas de autobuses interurbanos que operan en su territorio. Pueden consultarse en el siguiente enlace.